# Вомпсвил (Њујорк)
Вомпсвил (енгл. Wampsville) град је у америчкој савезној држави Њујорк.

## Демографија
По попису из 2010. године број становника је 543, што је 18 (-3,2%) становника мање него 2000. године.
| Група             | 2000.       | 2010.       |
| Белци             | 533 (95,0%) | 511 (94,1%) |
| Афроамериканци    | 1 (0,2%)    | 8 (1,5%)    |
| Азијати           | 2 (0,4%)    | 4 (0,7%)    |
| Хиспаноамериканци | 9 (1,6%)    | 5 (0,9%)    |
| Укупно            | 561         | 543         |